# Юханссон, Арне
Арне Юханссон (швед. Arne Johansson; род. 1950) — шведский ориентировщик, неоднократный победитель  чемпионатов мира по спортивному ориентированию в эстафете.
Арне Юханссон на трех подряд чемпионатах мира (в 1972
, 1974,
и в 1976 годах) становился чемпионом мира по спортивному ориентированию в составе эстафетной команды Швеции.